# Urocortin
Urocortin là một loại protein ở người được mã hóa bởi gen UCN. Urocortin thuộc họ protein giải phóng corticotropin (CRF) bao gồm CRF, urotensin I, sauvagine, urocortin II và urocortin III. Urocortin có liên quan đến phản ứng căng thẳng của động vật có vú và điều chỉnh các khía cạnh của sự thèm ăn và phản ứng stress.

## Cấu trúc, sự khu trú và tương tác
Urocortin là một peptide bao gồm 40 amino acid. Urocortin bao gồm một cấu trúc xoắn alpha đơn. Gen UCN của con người chứa hai exon và toàn bộ vùng mã hóa được chứa trong exon thứ hai. Urocortin được thể hiện rộng rãi trong các hệ thần kinh trung ương và ngoại biên, với mô hình tương tự như CRF. Các khu vực tương tự giữa biểu hiện urocortin và CRF bao gồm nhân siêu âm và hồi hải mã. Urocortin cũng được thể hiện ở các khu vực khác biệt với biểu hiện CRF; những khu vực đáng chú ý này bao gồm sự xuất hiện trung bình, hạt nhân Edinger-Hampal và hạt nhân sphenoid. Ngoài ra, Urocortin được thể hiện trong các mô ngoại biên như tim.
Urocortin được biết là tương tác cả với thụ thể CRF loại 1 và CRF loại 2. Hơn nữa, Urocortin được coi là phối tử chính cho thụ thể CRF loại 2, vì nó có ái lực gắn kết cao hơn với thụ thể CRF loại 2 so với CRF. Ngoài ra, urocortin tương tác với Protein gắn CRF trong não động vật có vú.

## Phản ứng stress và hành vi xã hội
Urocortin có liên quan chặt chẽ với CRF, làm trung gian cho phản ứng căng thẳng của động vật có vú. Do đó, Urocortin có liên quan đến một số phản ứng căng thẳng, chủ yếu liên quan đến sự thèm ăn và lượng thức ăn. Sử dụng urocortin vào hệ thần kinh trung ương của chuột và chuột đã được chứng minh là làm giảm sự thèm ăn. Ngoài ra, điều trị urocortin trung tâm làm tăng các hành vi liên quan đến lo âu và tăng hoạt động vận động ở chuột và chuột cống. Những hành vi liên quan đến lo âu nói chung này có khả năng được gây ra thông qua thụ thể CRF loại 1 và các hành vi thèm ăn có thể được gây ra thông qua thụ thể CRF loại 2. Sự thèm ăn từ điều trị urocortin có thể là kết quả của việc ức chế làm rỗng dạ dày và/hoặc hạ đường huyết, đã được chứng minh là kết quả của điều trị urocortin. Biểu hiện Urocortin được kích thích để đáp ứng với căng thẳng thẩm thấu; thiếu nước ở chuột đã được chứng minh là gây ra biểu hiện urocortin trong nhân supraoptic.
Montane Voles và Meadow Voles là những loài chuột có liên quan chặt chẽ với nhau thường được nghiên cứu như một mô hình cho hành vi giao phối và giao phối. Sự phân bố của các tế bào thần kinh biểu hiện urocortin khác nhau ở chuột đồng cỏ so với chuột montane, cho thấy urocortin cũng có thể đóng một vai trò trong việc điều chỉnh hành vi xã hội ở một số loài.

## Ảnh hưởng tim mạch
Urocortin đã được chứng minh là làm tăng nhịp tim và lưu lượng máu mạch vành khi áp dụng ngoại vi. Những tác động này có khả năng qua trung gian thông qua thụ thể CRF loại 2, vì thụ thể này được tìm thấy trong tâm nhĩ và tâm thất. Urocortin cũng có chức năng bảo vệ mô tim khỏi tổn thương do thiếu máu cục bộ. Các tác động tim mạch của Urocortin tách nó khỏi các thành viên khác trong gia đình CRF và có khả năng đại diện cho chức năng sinh học chính của nó.

## Ở động vật không có vú
Urocortin không có ở tất cả các động vật không có vú; chất tương tự trong cá teleost là urotensin I. Tuy nhiên, ở các loài lưỡng cư như Xenopus laevis, urocortin được biểu hiện trong các mô như não, tuyến yên, thận, tim và da. Urocortin trong Xenopus đã được chứng minh là làm tăng tích lũy cAMP và ức chế sự thèm ăn 